# Madonna dell'Orto
Madonna dell'Orto är en kyrkobyggnad helgad åt Jungfru Maria i stadsdelen Cannaregio i Venedig.
I kyrkan finns Jacopo Tintorettos Det judiska folket tillber guldkalven, Jungfru Marie frambärande i templet och Yttersta domen. Palma il Giovane har utfört högaltarmålningen Bebådelsen.
Giovanni Bellinis Madonnan med Barnet från år 1480 stals från kyrkan den 1 mars 1993.